# Otto Grashof
Otto Grashof (Prenzlau, región de Ucker, Alemania; 12 de junio de 1812-Colonia, Alemania; 23 de abril de 1876) fue un pintor, dibujante y retratista alemán, considerado como uno de los precursores extranjeros de la pintura chilena.

## Obra

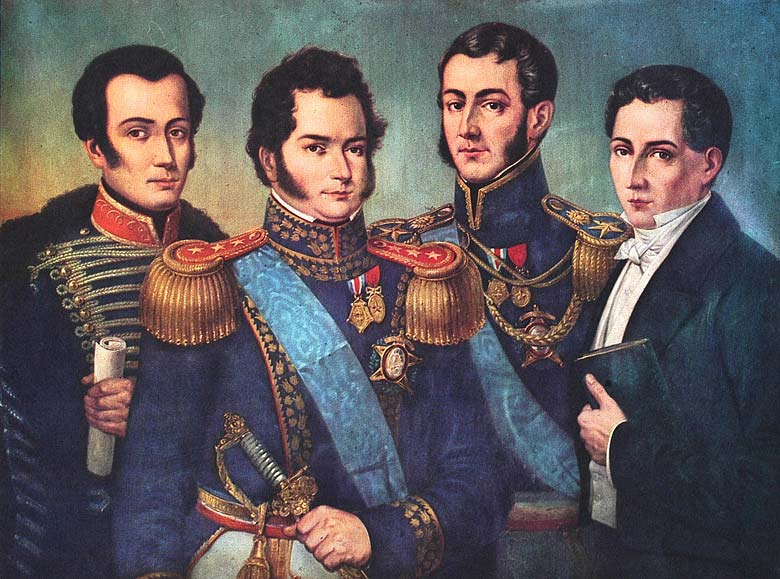
Los fundadores de Chile, 1854
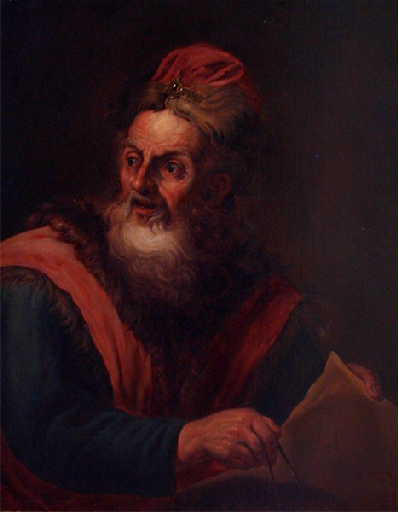
Hernando de Magallanes
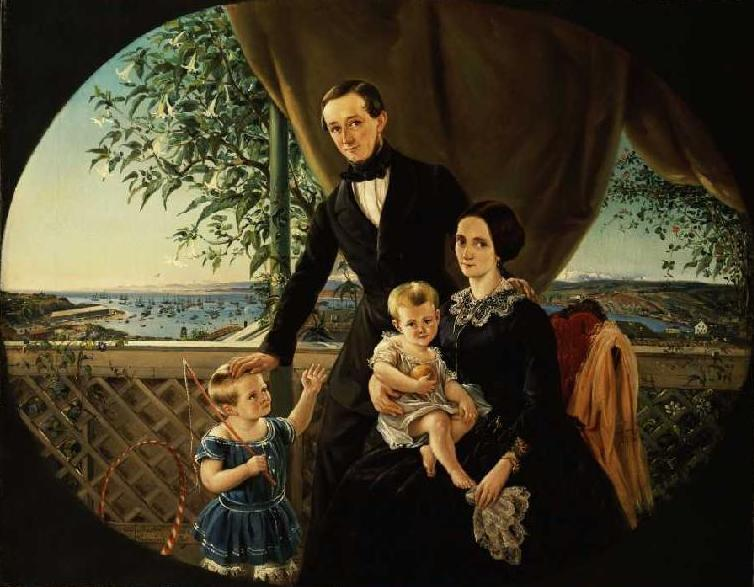
La familia de Franz Hallmann en la terraza de su casa en Valparaíso, 1854